# کوالاپیو (هاوایی)

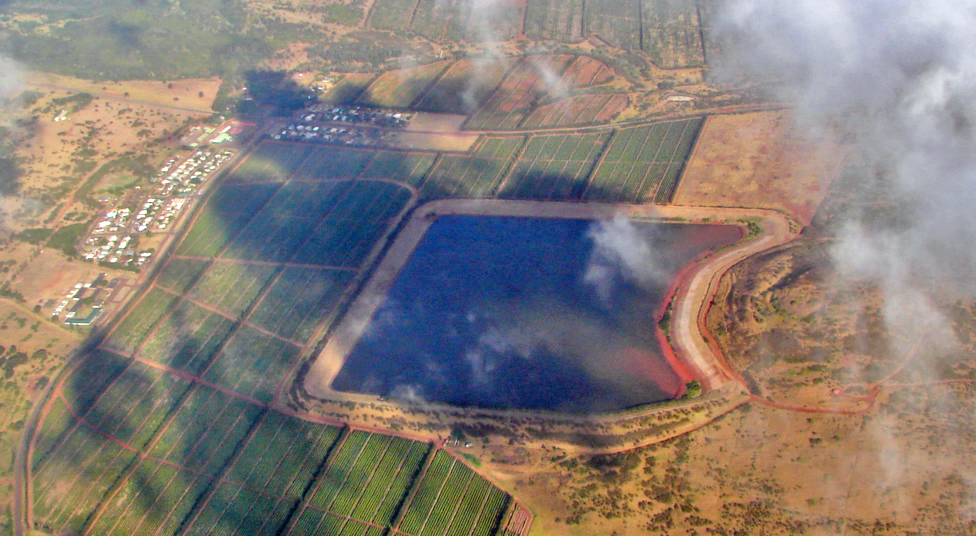
روستای کوالاپیو، یک گیاه قهوه متعلق به «قهوه هاوایی» که قهوه
مولوکای تولید می‌کند و توسط مخزن در پای کوالاپیو مخروط سیلندر که منطقه نامیده می‌شود

کوالاپیو (انگلیسی: Kualapuu) یک حوزه سرشماری در جزیره مولوکای در شهرستان ماوی، هاوایی، ایالات متحده است. جمعیت آن در سرشماری سال ۲۰۱۰ قریب به۲٬۰۲۷ نفر بود. کوالاپیو می‌تواند به معنای واقعی کلمه به عنوان «تپه لغو» ترجمه شود، در حالیکه تصور بر این بود که ریشه اش از پو و لا: «تپه سیب‌زمینی شیرین» است. در حال حاضر این یک روستای قنادی سابق از قبیله ای است که به شرکت غذایی دل مونته مرتبط است.|منطقهٔ مسکونی|۲۵۷||۷۶٫۴|کوالاپیو|Kualapuu, Hawaii